# Kanton Évran
Kanton Évran (fr. Canton d'Évran) je francouzský kanton v departementu Côtes-d'Armor v regionu Bretaň. Tvoří ho osm obcí.

## Obce kantonu
- Évran
- Le Quiou
- Les Champs-Géraux
- Plouasne
- Saint-André-des-Eaux
- Saint-Judoce
- Saint-Juvat
- Tréfumel